# سعيد حجازي
سعيد حجازي: مدرب كرة يد جزائري ولد في 19 فيفري1961 بعين طاية - الجزائر
- المدرب الجزائري سعيد حجازي أكثر مدرب اجنبي يحقق الدوري الكويتي  11 مرة  ومع 03 فرق مختلفة
- سجل المدرب سعيد حجازي اسمه كأفضل مدرب يحصد الألقاب في الكويت بعد ان حقق مع الصليبخات من 2004 إلى 2008 لقب الدوري مرتين والكأس مرة وبطولة الخرافي، ثم انتقل إلى الفحيحيل من 2008 إلى 2012 فحقق لقب الدوري في مناسبتين والكأس مرة واحدة، قبل أن يتولى تدريب يد العميد نادي الكويت الكويتي من 2012 حتى الآن وحقق معه لقب الدوري الممتاز 7 مرات متتالية والكأس اربع مرات متتالية.
- حافظ «الكويت» على سجله الخالي من الهزائم في المسابقات كافة منذ 16 ماي 2013 الي غاية 19 افريل 2019 لمدة سبع مواسم متتالية وخلال هذه الفترة، نجح الفريق في تحقيق الفوز في 147 على التوالي دون خسارة في الدوري ليحطِّم بذلك الرقم القياسي العالمي المسجل باسم فريق برشلونة الإسباني 146 فوز.[1]

## الانجازات

### نادي اتحاد بسكرةلكرة اليد
- بطل الدوري الجزائري لكرة اليد:[2] 2003 / 2004
- المركزالثالث البطولة العربية للأندية البطلة لكرة اليد: 2004
- نهائي كاس الجزائر: 2003

### نادي الصليبخاتالكويتي لكرة اليد (من 2004 الي 2008)
- بطل الدوري الكويتي الممتاز لكرة اليد (2):2005/2004، 2007/2006
- بطل كأس الاتحاد الكويتي لكرة اليد (1): 2005/2004
- البطل بطولة الأندية الخليجية أبطال الكأس لكرة اليد 2006 [3]
- الوصيف بطولة أسيا للأندية لكرة اليد: 2005
- الوصيف بطولة أسيا للأندية لكرة اليد: 2007
- المركزالثالث البطولة العربية للأندية البطلة لكرة اليد: 2005

### نادي الفحيحيلالكويتي لكرة اليد (من 2008 الي 2012)
- بطل الدوري الكويتي الممتاز لكرة اليد (2): 2010/2009، 2011/2010
- بطل كأس الاتحاد الكويتي لكرة اليد (1): 2011/2010

### نادي الكويت الكويتيلكرة اليد (من 2012 الي 2019)
- بطل الدوري الكويتي الممتاز لكرة اليد (7):[4] 2013/2012، 2014/2013، 2015/2014، 2016/2015، 2017/2016، 2018/2017، 2018/2019[5]
- بطل كأس الاتحاد الكويتي لكرة اليد (5):[6] 2014/2013، 2015/2014، 2016/2015، 2017/2016، 2018/2017، 2018/2019 [7]
- الوصيف البطولة العربية للأندية البطلة لكرة اليد 2012
- المركز الثالث بطولة أسيا للأندية لكرة اليد 2012

### نادي العربي الكويتي لكرة اليد (من 2019)
- المركز الثالث الدوري الكويتي لكرة اليد: 2020-2021[8]
- المركز الثالث كأس الاتحاد الكويتي لكرة اليد: 2020-2021[9]